# 前1670年代
| 千纪： | 前2千纪 |
| 世纪： | 前18世纪 \| 前17世纪 \| 前16世纪                                                                                     |
| 年代： | 前1700年代 \| 前1690年代 \| 前1680年代 \| 前1670年代 \| 前1660年代 \| 前1650年代 \| 前1640年代                       |
| 年份： | 前1679年 \| 前1678年 \| 前1677年 \| 前1676年 \| 前1675年 \| 前1674年 \| 前1673年 \| 前1672年 \| 前1671年 \| 前1670年 |

## 重要事件及趋势
- 前1677年，亚伯拉罕的父親他拉去世，根据希伯来历。
- 约前1674年，古埃及中王国时期结束。第二中间期（十五至十七王朝）开始。
- 古埃及第十五的王朝。
- 前1674年，喜克索斯人入侵埃及。

## 重要人物
- 谢希，古埃及第十五王朝法老
- 拉巴尔那一世，赫梯国王
- 利巴伊亚、沙尔马阿达德一世，亚述国王
- 阿米狄塔那，巴比伦王
- 不降，夏朝君主